# Arquebisbat de Sàsser
L'arquebisbat de Sàsser (italià: arcibisbat de Sassari; llatí: Archidioecesis Turritana) és una seu metropolitana de l'Església catòlica, que pertany a la regió eclesiàstica Sardenya. El 2004 tenia 220.000 batejats d'un total de 223.000 habitants. Des del juny 2017 està regida per l'arquebisbe Gian Franco Saba.

## Territori
L'arxidiòcesi comprèn 28 municipis de la província de Sàsser, a Sardenya. La seu arxiepiscopal és la ciutat de Sàsser, on es troba la catedral de Sant Nicolau.
El territori està dividit en seixanta parròquies.

## Història
La diòcesi de Torres (avui Porto Torres, anteriorment anomenada Turris Libisonis) probablement va ser erigida a la darreria del segle iii, encara que la llegenda indica com a primer bisbe Climent de Roma al segle i. Ni tan sols San Gavino, que va viure vers l'any 100 és un bisbe real, però es creu que va ser martiritzat. Si bé hi ha documents relatius als bisbes anteriors, no és possible determinar amb absoluta certesa quins es relacionen als bisbes de Torres, perquè hi havia altres bisbats de nom semblant. El primer bisbe històricament documentat és Fèlix, que al 484 va participar en la conferència de Cartago amb quatre bisbes sards més.
Fins al segle vii Torres era sufragània de l'arxidiòcesi de Càller. Amb Joan V (685-686) va esdevenir una seu immediatament subjecta als bisbes de Roma.
El 727 el bisbe Fèlix III va haver de fugir de la ciutat després de la invasió dels sarraïns i va refugiar-se a Gènova. Les notícies sobre els pastors de la diòcesi s'interromp durant aproximadament tres segles.
Quan el període sarraí finalitzà, Torres va ser elevada pel papa Alexandre II (1061-1073) a la categoria de seu metropolitana pel nord de l'illa. Tenia fins a set diòcesis sufragànies: Ampurias, Bisarcio, Bosa, Castro, Ottana, Ploaghe i Sorres. El primer metropolità va ser Constantino de Castra, que va ser investit a Càpua pel papa Gregori VII el 1073.
El mateix papa va insistir en el Jutjat de Torres pel fet que a l'arxidiòcesi s'implementessin les normes canòniques sobre la vida, la disciplina i la instrucció del clergat, el que indica la greu insuficiència moral, cultural i religiosa dels sacerdots l'època.
Entre els segles xi i xii diversos ordes religiosos s'assentaren a la diòcesi, especialment els cistercencs. De fet, el jutge de Torres, Gonario, després d'una reunió amb sant Bernat, va esdevenir monjo i afavorí el desenvolupament de l'ordre a Torres, i gràcies a la seva influència es fundà el monestir de Santa Maria de Paulis. A la fi del segle xii va haver un bisbe cistercenc, Erberto, autor d'un Liber miraculorum et visionum que va tenir molta sort en els països de parla alemanya. En el mateix segle van acabar-se les obres de la basílica de San Gavino, d'estil romànic.
Al segle xiii l'arquebisbe Dorgodorio va construir a Sàsser el seu palau arquebisbal, que cap al final del segle va esdevenir la residència principal del seu successor Teodosio. Torres de fet havia perdut el seu paper com a port comercial i travessava un període agut de decadència. Però només el 1441 Pietro Spano va traslladar definitivament la seu arquebisbal a Sàsser, aprovat per la Santa Seu amb la butlla Super universas.
El 8 de desembre de 1503 van ser suprimides les diòcesis de Sorres i Ploaghe i el seu territori es va unir sota l'arxidiòcesi de Sàsser, en virtut de la butlla papal Aequum reputamus de Juli II. Això no va passar immediatament, sinó només després de la mort dels seus bisbes, és a dir, el 1505 i 1523.
En els segles següents els arquebisbes es van implicar en l'execució dels decrets del Concili de Trento. En aquest treball es va destacar per sobre de tots: Salvatore Alepus († 1568), que va fer algunes visites pastorals per l'arxidiòcesi i va emetre diverses constitucions sinodals per reformar la vida del clergat i per obligar els preveres a tenir cura de la instrucció religiosa del poble; Alfonso de Lorca († 1603), que va establir el seminari diocesà; Gavino Manca de Cedrelles († 1620) que va publicar la versió en sard-logudorès de la Declaració del Credo dels Apòstols de Roberto Bellarmino; Giuseppe Sicardo († 1714), que va publicar un nou catecisme en sard-logudorès; Mateo Bertolini († 1750), que va estendre la pràctica dels exercicis espirituals a tots els seminaristes i clergat diocesà.

## Cronologia episcopal
- Clemente? † (vers 50)
- San Gavino ? † (vers 100)
- San Proto † (citat el 290)
- San Gaudenzio † (citat el 301)
- Protogene † (citat el 324)
- Felice I † (citat el 404)
- Sansuzio † (citat el 410)[1]
- Felice II † (citat el 484)
- Giovanni I ? † (inicis de 501 - finals de 504)[2]
- Mariniano † (inicis de 591 - finals de 599)
- Valentino † (citat el 649)
- Novello † (citat el 685)
- Felice III † (inicis de 727 - 743 mort)
- Simone? † (1050 o 1065)
- Costantino di Castra † (inicis de 1073 - finals de 1087)
- Cristoforo † (citat el 1090)
- Attone I † (inicis de 1112 - 1116)
- Manfredi † (1116)
- Anònim † (1118)
- Vitale † (1120 - 1122)
- Costantino Berrica † (3 de setembre de 1127 - ?)
- Attone † (1134)
- Pietro de Cannetu † (1134 - 1139)
- Attone II † (1139 - 1146)
- Pietro Manacu † (1153 - 1170)
- Alberto, O.S.B. † (1170 - 1178)
- Erberto, O.Cist. † (1181 - 14 d'agost de 1196)
- Bandino † (1196 - 28 d'agost de 1198)
- Anonimo † (17 d'octubre de 1200)
- Biagio † (1202 - inicis de 1217 mort)
- Gianuario † (citat el 1225)
- Opizzo † (1230 - ?)
- Piacentino † (31 de maig de 1231 - ?)
- Stefano, O.P. † (1249 - vers 1260)
- Prospero, O.Cist. † (1261 - 1264)
- Dorgodorio † (inicis de 1278 - vers 1289 mort)
  - Pandolfo † (4 de juliol de 1290 - 1292 ?) (administrador apostòlic)
- Giovanni d'Ancona, O.F.M. † (4 de març de 1296 - finals de 1303)
- Teodoro (o Teodizio) di Pisa † (3 d'octubre de 1398 - finals de 1308 mort)
- Giacomo † (9 de maig de 1324 - ? mort)
- Pietro de Portilo, O.P. † (12 d'octubre de 1327 - ? mort)
- Bartolomeo † (2 de setembre de 1349 - ? mort)
- Diego Navasques, O.Carm. † (12 de febrer de 1354 - ? mort)
- Arnaldo Bordach, O.Cist. † (5 d'octubre de 1355 - ? mort)
- Arnaldo Baiuli, O.F.M. † (4 de març de 1360 - ? mort)
- Bernardo, O.F.M. † (12 de gener de 1368 - 8 d'agost de 1369 nomenat arquebisbe de Càller)
- Guglielmo Belvaysius, O.F.M. † (8 d'agost de 1369 - 3 de setembre de 1371 nomenat bisbe de Coria)
- Giacomo Gualberotti (de Lanfranchis), O.P. † (3 de setembre de 1371 - 1372 mort)
- Giacomo di Pietro, O.P. † (11 d'octubre de 1372 - finals de 20 giugno 1373 mort)
- Giovanni III de Fornellis, O.F.M. † (14 de desembre de 1373 - 1391 mort)
- Obediència avinyonesa:
  - Giovanni di Passau, O.P. † (1 de juliol de 1391 - ?)
- Obediència romana i pisana:
  - Ubaldino Bonamici † (8 de març de 1393 - 4 d'abril de 1397 nomenat arquebisbe de Oristano)[3]
  - Antonio Cipolloni, O.P. † (4 d'abril de 1397 - ? mort)
  - Primo (o Priamo) † (8 d'agost de 1399 - 1411 mort)
  - Nicolò de Probis (o di Roma), O.F.M. † (11 de març de 1411 - 1412 dimití) (bisbe electe)[4]
  - Giovanni de Azaro † (4 de maig de 1412 - 1422 mort)
- Pietro Spano † (1 d'abril de 1422 - 1448 mort)
- Antonio Cano † (23 d'octubre de 1448 - finals de 1475)
- Giovanni de Sos (19 de gener de 1478 - ?)
- Berengario de Sos † (19 de gener de 1481 - 1500)
- Francesco Pellicerio † (1500 - 1509 mort)
- Angelo Leonini † (3 d'agost de 1509 - vers 1515 dimití)
  - Francesco Minerbetti de Medici † (vers 1515 - 1516 dimití) (bisbe electe)
- Giovanni Sanna † (23 de gener de 1516 - vers 1524)
- Salvador Alepus † (29 de gener de 1524 - 1568 mort)
- Juan Segría † (23 de juliol de 1568 - 16 de setembre de 1569 nomenat arquebisbe de Palerm)
- Martín Martínez del Villar † (7 d'octubre de 1569 - 3 de març de 1573 nomenat arquebisbe, a títol personal, de Barcelona)
- Miguel Ibáñez † (10 d'octubre de 1572 - 1573 mort)
- Alfonso de Lorca † (24 d'octubre de 1576 - 1603 mort)
- Andrés Bacallar † (13 de setembre de 1604 - novembre de 1612 mort)
- Gavino Manca de Cedrelles † (29 de juliol de 1613 - juliol de 1620 mort)
  - Antonio Canopolo † (1621 - 1621 mort) (bisbe electe)
- Diego Passamar † (13 giugno 1622 - 1644 mort)
- Andrea Manca † (13 de juliol de 1644 - 1652 mort)
- Gaspare Litago † (26 de juliol de 1656 - 1657)
- Onofrio Gerona o Gervida † (13 de gener de 1659 - ?)
- Íñigo Royo, O.S.B. † (19 de juliol de 1660 - 17 de novembre de 1670 nomenat bisbe d'Albarracín)
- Gavino Cattayna, O.Carm. † (16 de novembre de 1671 - 1679 mort)
- Antonio de Vergara, O.P. † (11 de març de 1680 - 15 de novembre de 1683 nomenat arquebisbe de Càller)
- Juan Morillo Velarde † (15 de gener de 1685 - 1699 mort)
  - Giorgio Sotgia, O.S.M. † (1701 - 1701 mort) (bisbe electe)
- José Sicardo, O.E.S.A. † (12 de maig de 1702 - gener de 1714 mort)
- Gaspar Fuster, C.O. † (1 d'octubre de 1714 - 28 d'agost de 1720 mort)
  - Sede vacante (1720-1726)
- Costanzo Giordino, O.C.D. † (16 de desembre de 1726 - 19 de novembre de 1729)[5]
- Bernardino Ignazio Roero di Cortanze, O.F.M.Cap. † (2 d'octubre de 1730 - 18 de setembre de 1741 nomenat arquebisbe, a títol personal, de Novara)
- Matteo Bertolini † (27 de novembre de 1741 - 9 de novembre de 1750 mort)
- Carlo Francesco Casanova † (17 de maig de 1751 - 26 de febrer de 1763 mort)
- Giulio Cesare Viancini † (16 de maig de 1763 - 7 de setembre de 1772 nomenat arquebisbe, a títol personal, de Biella)
- Giuseppe Maria Incisa Beccaria † (7 de setembre de 1772 - 12 d'octubre de 1783 mort)
- Giacinto Filippo Oliverio † (20 de setembre de 1784 - desembre de 1788 mort)
- Giacinto della Torre, O.E.S.A. † (29 de març de 1790 - 24 de juliol de 1797 nomenat arquebisbe, a títol personal, d'Acqui)
- Giambattista Simon † (28 de setembre de 1798 - 22 de febrer de 1806 mort)[6]
  - Sede vacante (1806-1819)
- Gavino Murru † (29 de març de 1819 - 1820 mort)
- Carlo Tommaso Arnosio † (27 de setembre de 1822 - 18 d'agost de 1828 mort)
  - Sede vacante (1828-1833)
- Giovanni Antonio Gianotti † (15 d'abril de 1833 - 19 de maig de 1837 nomenat bisbe de Saluzzo)
- Alessandro Domenico Varesini † (13 de setembre de 1838 - 22 de setembre de 1864 mort)
  - Sede vacante (1864-1871)
- Diego Marongiu Del Rio † (24 de novembre de 1871 - 10 d'octubre de 1905 mort)
- Emilio Parodi, C.M. † (10 d'octubre de 1905 - 22 de desembre de 1916 mort)
- Cleto Cassani † (5 de gener de 1917 - 1 de juliol de 1929 dimití)
- Maurilio Fossati, O.SS.G.C.N. † (2 d'octubre de 1929 - 11 de desembre de 1930 nomenat arquebisbe de Torí)
- Arcangelo Mazzotti, O.F.M. † (12 de febrer de 1931 - 29 de gener de 1961 mort)
- Agostino Saba † (16 de març de 1961 - 19 de febrer de 1962 mort)
- Paolo Carta † (22 de març de 1962 - 18 de març de 1982 jubilat)
- Salvatore Isgrò † (18 de març de 1982 - 2 de maig de 2004 mort)
- Paolo Mario Virgilio Atzei, O.F.M.Conv., (14 de setembre de 2004 - 27 de juny de 2017)
- Gian Franco Saba, des del 27 de juny de 2017

## Estadístiques
A finals del 2010, la diòcesi tenia 220.000 batejats sobre una població de 223.000 persones, equivalent al 98,7% del total.
| any  | població | població | població | sacerdots | sacerdots       | sacerdots       | sacerdots             | diaques | religiosos | religiosos | parroquies |
| ---- | -------- | -------- | -------- | --------- | --------------- | --------------- | --------------------- | ------- | ---------- | ---------- | ---------- |
| any  | batejats | total    | %        | total     | clergat secular | clergat regular | batejats por sacerdot | diaques | homes      | dones      |            |
| 1949 | 139.000  | 140.000  | 99,3     | 162       | 109             | 53              | 858                   |         | 56         | 33         | 39         |
| 1970 | 191.000  | 194.645  | 98,1     | 214       | 124             | 90              | 892                   |         | 119        | 505        | 53         |
| 1980 | 207.591  | 214.245  | 96,9     | 191       | 113             | 78              | 1.086                 | 1       | 97         | 360        | 56         |
| 1990 | 213.167  | 216.346  | 98,5     | 170       | 100             | 70              | 1.253                 | 1       | 89         | 317        | 61         |
| 1999 | 214.500  | 215.535  | 99,5     | 165       | 100             | 65              | 1.300                 | 1       | 81         | 256        | 61         |
| 2000 | 219.730  | 220.739  | 99,5     | 150       | 101             | 49              | 1.464                 | 2       | 58         | 269        | 61         |
| 2001 | 220.000  | 221.100  | 99,5     | 147       | 98              | 49              | 1.496                 | 2       | 58         | 259        | 61         |
| 2002 | 221.000  | 223.100  | 99,1     | 170       | 100             | 70              | 1.300                 | 2       | 79         | 259        | 61         |
| 2003 | 223.100  | 224.603  | 99,3     | 162       | 98              | 64              | 1.377                 | 3       | 71         | 238        | 61         |
| 2004 | 219.356  | 220.859  | 99,3     | 149       | 94              | 55              | 1.472                 | 3       | 65         | 247        | 61         |
| 2010 | 220.000  | 223.000  | 98,7     | 153       | 99              | 54              | 1.437                 | 4       | 61         | 198        | 60         |